# Reg Traviss
 (octobre 2022).
Si vous disposez d'ouvrages ou d'articles de référence ou si vous connaissez des sites web de qualité traitant du thème abordé ici, merci de compléter l'article en donnant les références utiles à sa vérifiabilité et en les liant à la section « Notes et références ».
Reginald Stephen "Reg" Traviss est un réalisateur britannique et le dernier fiancé d'Amy Winehouse.
Le 14 septembre 2011, il affirme au magazine anglais People, qu'il devait se rendre chez Amy Winehouse la veille de la mort de cette dernière mais qu'au dernier moment, il avait dû annuler pour des raisons personnelles.

## Filmographie
- 2000 : Apocalyptic Adventure on the Eastern Frontier (court-métrage)
- 2003 : JD Pilot (video short)
- 2006 : Joy Division (en)
- 2010 : Psychosis
- 2011 : Carcéral: Dans l'enfer de la taule (Screwed)
- 2012 : Silvertown

## Source
- Closer (magazine)  numéro 327